# Garelli Rekord
Garelli Rekord war ein sportliches Kleinkraftrad des italienischen Herstellers Garelli, das zwischen 1964 und 1972 produziert wurde. Es wurde insbesondere für den Export nach Deutschland, Frankreich und in die USA konzipiert und richtete sich an jugendliche Fahrer, die ein leichtes, aber leistungsstarkes Fahrzeug suchten.
Die Garelli Rekord war ein sportliches Kleinkraftrad, das sich durch seine hohe Leistung und fortschrittliche Technik auszeichnete. Sie war Teil einer Reihe von Modellen, die Garelli in den 1960er Jahren entwickelte, um im wachsenden Markt für leistungsstarke 50-cm³-Motorräder konkurrenzfähig zu bleiben.
Ein bemerkenswerter Aspekt der Garelli Rekord ist ihre Verbindung zu den Weltrekorden, die Garelli 1963 mit speziell vorbereiteten 50-cm³-Motorrädern aufstellte. Diese Motorräder erreichten beeindruckende Durchschnittsgeschwindigkeiten, darunter 108,834 km/h über 24 Stunden, was nicht nur für die 50-cm³-Klasse, sondern auch für die 75-, 100- und 125-cm³-Klassen gültig war. Diese Erfolge unterstrichen Garellis Engagement für technische Exzellenz und beeinflussten die Entwicklung der Serienmodelle, einschließlich der Rekord.
Die Garelli Rekord hatte einen luftgekühlten schlitzgesteuerten Einzylinder-Zweitaktmotor mit Leichtmetallzylinder und Hartchrom-Laufbahn. Das Fahrwerk bestand aus einem Stahlrohrrahmen, einer ölgedämpften Teleskopgabel vorn und einer Hinterradschwinge mit gedämpften Federbeinen. Mit einem Leergewicht von 52 kg und einem Tankinhalt von etwa 10,5 Litern war die Rekord sowohl leicht als auch langstreckentauglich. Die sportliche Bauweise und das geringe Gewicht ermöglichten eine Höchstgeschwindigkeit von etwa 90 km/h – ein Spitzenwert im Segment der Kleinkrafträder.

## Besonderheiten
In manchen Märkten war sie mit einem „Export-Kit“ erhältlich, das einen größeren Vergaser mit 22 mm Durchlass und eine sportlichere Auspuffanlage enthielt. Auch ein anderer Alu-Zylinder und verstärkte Fahrwerkselemente waren Merkmale der leistungsstärkeren Ausführung, mit der 100 km/h möglich waren.
In der Bundesrepublik Deutschland wurde dieses Kleinkraftrad 1972 für 998 DM angeboten.

## Technische Daten (Modell 1967)

### Motor
- Typ: Garelli 354 BZKW
- Bauart: luftgekühlter Einzylinder-Zweitaktmotor
- Bohrung × Hub: 40 mm × 39 mm
- Hubraum: 49 cm³
- Verdichtung: 12 : 1
- Leistung: 6,2 PS bei 8100/min
- Gemischschmierung: 1:20
- Zündung: außenliegende Zündspule, Schwungmagnetzünder mit Lichtspule
- Vergaser: Dell’Orto 20 mm
- Antrieb: Kette
- Getriebe: 4-Gang-Fußschaltung, mit Kickstarter

### Fahrwerk
- Rahmen: Doppelschleifen-Rohrrahmen
- Vorderradaufhängung: gedämpfte Teleskopgabel
- Hinterradaufhängung: Schwinge mit gedämpften Federbeinen
- Radstand: 1140–1150 mm
- Reifengröße vorn: 2.25 × 19"
- Reifengröße hinten: 2.50 × 19" (verstärkt)
- Bremsen: Vollnabenbremsen vorn und hinten mit 118 mm Durchmesser

### Maße und Gewicht
- Länge: ca. 1820–1845 mm
- Breite: ca. 520–625 mm
- Höhe: ca. 900–950 mm
- Leergewicht: 52 kg
- Tankinhalt: 10–10,5 Liter
- Normverbrauch: ca. 2 l/100 km

### Elektrische Anlage
- Spannung: 6 V
- Lichtanlage: 6 V / 30 W (Scheinwerfer), 6 V / 5 W (Rücklicht)
- Schnarre: 6 V / 7,5 W